# 丽春镇
丽春镇，是中华人民共和国四川省成都市彭州市下辖的一个乡镇级行政单位。

## 行政区划
丽春镇下辖以下地区：
花街子社区、谭家场社区、君平街社区、花棚社区、石匣社区、官渠社区、白鹤社区、清河社区、黄竹村、景林村、天顺村、利和村、青光村、黄鹤村、联合村、红旗村、碧鸡村、土溪村、塔子村、东风村、跃进村、白果村、天鹅村、保平村、合江村、蒲阳村、黄龙村、花草村、长廊村和元义村。